# اصل هویگنس
در نورشناسی اصل هُویگِنس (و فِرِنل) روشی برای تحلیل انتشار موج در میدان دور (Far field) و پراش (Diffraction) آن در میدان نزدیک است. بر اساس آن، هر نقطه روی جبهۀ موج را می‌توان به عنوان منبع جدید موج کروی در نظر گرفته، میدان در فواصل آتی را از جمع میدان‌های تولیدشدۀ این منابع کروی محاسبه کرد.

پراش نور بر اساس اصل هویگنس و فرنل

## تاریخچه

شکست نور از دید اصل هویگنس

اولین گام دربارۀ این مسئله، کتابی بود که در سال ۱۶۹۰ به نام «رساله‌ای در باب نور» (Traite De Lumiere) منتشر شد، که فیزیک‌دان هلندی به نام کریستیان هویگنس یازده سال پیش از آن نوشته بود. آنچه او در این کتاب بیان کرده‌بود، حالا به نام اصل هویگنس معروف است.

## مضمون اصل هویگنس
هر نقطه روی جبهه موج اولیه مانند یک چشمۀ امواج کروی ثانویه عمل می‌کند. به‌طوری‌که جبهۀ موج اولیه در لحظه بعدی، پوش (Envelope) این موجک‌های ثانویه است. افزون‌براین، این موجک‌ها با سرعت و فرکانس مساوی با سرعت و فرکانس موج اولیه در هر نقطه از فضا پیش می‌روند. اگر محیط همگن باشد، این موجک‌ها می‌توانند با شعاع‌های متناهی تشکیل شوند. اگر محیط ناهمگن باشد، موجک‌ها به‌ناچار شعاع‌های بی‌نهایت کوچکی خواهند داشت. این می‌تواند به صورت عددی با انتگرال کیرشهف-فرنل نشان داده‌شود. 

پراش یک موج تخت، وقتی طول شکاف با طول موج برابر است.